# 富兰克林 (阿拉巴马州)
富兰克林（英文：Franklin），是美国阿拉巴马州下属的一座城市。面积约为4.47平方英里（约合11.57平方公里）。根据2010年美国人口普查，该市有人口149人，人口密度为33.35/平方英里（约合12.88/平方公里）。